# Покоївки
«Покоївки» (рос. Служанки) — найвідоміша вистава театрального режисера Романа Віктюка за однойменною п'єсою Жана Жене.
Прем'єра відбулася 17 вересня 1988 року у московському театрі «Сатирикон». Стала епохальною театральною подією і заявила себе як маніфест нової театральності. 18 вересня 2018 року вистава відмітила своє 30-річчя.

## Назва вистави
П'єса французького драматурга Жана Жене носить назву «Les Bonnes». Постановка Романа Віктюка використовує російськомовний переклад «Служанки». Сам Роман Григорович наполягав, що україномовни переклад назви його вистави має звучати як «Покоївки», а не «Служниці».

## Історія
«Покоївки» були поставлені в 1988 році на сцені театру «Сатирикон» і протягом декількох років входили до його репертуару.
Виставу репетирували три місяці уночі, після завершення показу репертуару театру. Можливості бідного театру взірця 1988 року були вкрай обмежені. Костюми шили з підкладкової тканини, боа Мадам зробили з сітки (висмикнувши поздовжні нитки), шубу шили із залишків (клеїли шматочки хутра на тканину). Балетний верстат було зварено мало ні з водопровідних труб, а сцену вистелели випадково знайденим пластик, який не ламався під ногами.
Перші дві вистави зіграли в серпні, напередодні відпустки, майже без реклами. А вже у вересні був наплив глядача, який мала стримувати кінна міліція, залишалися зламаними двері театру тощо.
У подальшому постановка стала першою в Театрі Романа Віктюка, утвореному в 1991 і зазнала другої редакції, яка також мала приголомшливий успіх. Вистава була показана більш ніж в 30 країнах. Восени 2006 року Роман Віктюк вирішив відновити свій знаменитий спектакль з якого почалася його гучна слава.

## Критика
«Покоївки» — зовсім не банальна кримінальна історія двох сестер-служниць, що задумали отруїти свою хазяйку Мадам. Це піднесена п'єса про трагізм буття, про зіткнення мрії і реальності. Сам Жан Жене пропонував режисерам віддати ролі жінок у своїй п'єсі чоловікам.
Так і зробив Роман Віктюк, викликавши у глядачів радянських часів шок. Віктюк не слідуючи «букві» п'єси, створив свій спектакль: навколо тексту — його образ. Він знайшов це відлуння. Майже в кожній репліці, навіть у словах. І це відлуння виражено пластично — у жестах, танцях і в музиці.

## Творці вистави
Перша редакція, 1988:
- Переклад п'єси здійснила О. Наумова
- режисер з пластики — Валентин Гнеушев
- балетмейстер — Алла Сігалова
- костюмер — Алла Коженкова
- музичне оформлення — Асаф Фараджев
- акробатика — Андрій Лев
- художник з гриму — Лев Новіков
- майстер з освітлення — Олена Годованна
- звукорежисер — Володимир Андріянов
- помічник режисера — Равза Шаїпова.

Друга редакція, 1991:
- Сценографія: Алла Коженкова
- Хореографія: Едвальд Смирнов
- Художник по світлу: Сергій Скорнецкій
- Художник по гриму: Лев Новиков
- Музичне оформлення: Асаф Фараджев

## Актори
Перша редакція, 1988. Театр «Сатирикон»
- Костянтин Райкін — Соланж
- Микола Добринін — Клер
- Олександр Зуєв — Мадам
- Сергій Зарубін — Мосьє
  - Прем'єра: 17 вересня 1988

Друга редакція, 1991, Театр Романа Віктюка
- Володимир Зайцев — Соланж
- Микола Добринін — Клер
- Сергій Виноградов — Мадам
- Леонід Лютвінський — Мосьє

Третя редакція, 2006, Театр Романа Віктюка
- Дмитро Бозін — Соланж
- Дмитро Жойдик — Клер
- Олексій Нестеренко — Мадам
- Іван Нікульча — Мосьє
  - Прем'єра: 28 жовтня 2006

## Фестивалі
- 1988:
  - Каракас (Венесуела)
  - Богота (Колумбія)
- 1989:
  - Брайтон (Англія)
  - Берген (Норвегія)
- 1990:
  - Мехико (Мексика) — приз «За віртуозну акторську гру» (Костянтин Райкін), приз глядацьких симпатій
  - BITEF[en] (Белград, Югославія) — Ґран-прі, приз «За оригінальне трактування сучасної класики на сцені»[6]
- 1991:
  - Мюльхейм (Німеччина)
  - Загреб (Югославія)